# DN51A
DN51A este un drum național din România, care leagă orașele Zimnicea și Turnu Măgurele, ambele porturi la Dunăre în județul Teleorman.